# Светско првенство у атлетици на отвореном 1987 — 1.500 метара за жене
Такмичење у трци на 1.500 метара у женској конкуренцији на 2. Светском првенству у атлетици на отвореном 1987. у Риму, (Италија) је одржано 3. и 5. септембра на Олимпијском стадиону Олимпико.
Титулу освојену 1983. у Хелсинкију није бранила Мери Декер из САД.

## Земље учеснице
Учествовале су 33 атлетичарке из 21 земље.
1. Америчка Самоа (1)
2. Западна Немачка (2)
3. Источна Немачка (3)
4. Италија (1)
5. Канада (2)
6. Кенија (1)
7. Мароко (1)
8. Нови Зеланд (1)
9. Румунија (3)
10. Салвадор (1)
11. Сао Томе и Принсипе (1)
12. Свазиленд (1)
13. САД (3)
14. Совјетски Савез (3)
15. Уганда (1)
16. Уједињено Краљевство (2)
17. Француска (1)
18. Холандија (1)
19. Швајцарска (2)
20. Шведска (1)
21. Шпанија (1)

## Освајачи медаља
| Освајачи медаља   |                  |               |  |  |  |  |
|                   |                  |               |  |  |  |  |
|                   |                  |               |  |  |  |  |
|                   |                  |               |  |  |  |  |
| Татјана Самоленко | Хилдегард Кернер | Дојна Мелинте |  |  |  |  |
| Совјетски Савез   | Источна Немачка  | Румунија      |  |  |  |  |

## Рекорди пре почетка првенства
Списак рекорда у трци на 1.500 метара пре почетка светског првенства 28. августа 1987. године:
| Рекорди пре почетка Светског првенства 1987.  | Рекорди пре почетка Светског првенства 1987. | Рекорди пре почетка Светског првенства 1987. | Рекорди пре почетка Светског првенства 1987. | Рекорди пре почетка Светског првенства 1987. | Рекорди пре почетка Светског првенства 1987. |
| --------------------------------------------- | -------------------------------------------- | -------------------------------------------- | -------------------------------------------- | -------------------------------------------- | -------------------------------------------- |
| Олимпијски рекорди                            | Паула Иван                                   | Совјетски Савез                              | 3:53,96                                      | Сеул, Јужна Кореја                           | 1. октобар 1988.                             |
| Светски рекорд                                | Татјана Казанкина                            | Совјетски Савез                              | 3:52,47                                      | Цирих, Швајцарска                            | 13. август 1980.                             |
| Рекорд светских првенстава                    | Мери Декер                                   | Сједињене Државе                             | 4:00,90                                      | Хелсинки, Финска                             | 14. август 1983.                             |
| Најбољи светски резултат сезоне               | Хилдегард Кернер                             | Источна Немачка                              | 4:00,06                                      | Потсдам, Источна Немачка                     | 22. август 1987.                             |
| Европски рекорд                               | Татјана Казанкина                            | Совјетски Савез                              | 3:52,47                                      | Цирих, Швајцарска                            | 13. август 1980.                             |
| Северноамерички рекорд                        | Мери Сланеј                                  | Сједињене Државе                             | 3:57,12                                      | Стокхолм, Шведска                            | 26. јул 1983.                                |
| Јужноамерички рекорд                          |                                              |                                              |                                              |                                              |                                              |
| Афрички рекорд                                | Зола Бад                                     | Јужна Африка                                 | 4:01,81                                      | Порт Елизабет, Јужноафричка Република        | 31. март 1984.                               |
| Азијски рекорд                                | Jong-Ae Chang                                | Северна Кореја                               | 4:18,40                                      | Њу Делхи, Индија                             | 2. децембар 1982.                            |
| Океанијски рекорд                             | Кристина Фицингер                            | Нови Зеланд                                  | 4:06,47                                      | Осло, Шведска                                | 27. јун 1987.                                |
| Рекорди остварени на Светском првенству 1987. |                                              |                                              |                                              |                                              |                                              |
| Рекорд светских првенстава                    | Татјана Самоленко                            | Совјетски Савез                              | 3:58,56                                      | Париз, Француска                             | 5. септембар 1987.                           |

### Најбољи резултати у 1987. години
Десет најбољих атлетичарки у трчању на 1.500 метара пре почетка првенства (28. августа 1987), имале су следећи пласман.
| 1.  | Хилдегард Кернер    | Источна Немачка  | 4:00,06 | 22. август |
| 2.  | Андреа Ланге-Хахман | Источна Немачка  | 4:00,07 | 22. август |
| 3.  | Улрике Брунс        | Источна Немачка  | 4:00,20 | 22. август |
| 4.  | Керсти Вејд         | Велика Британија | 4:00,73 | 26. јул    |
| 5.  | Паула Иван          | Румунија         | 4:01,03 | 23. мај    |
| 6.  | Сандра Гасер        | Швајцарска       | 4:01,10 | 4. јул     |
| 7.  | Ивон Мари           | Велика Британија | 4:01,20 | 4. јул     |
| 8.  | Лиз Маколган        | Велика Британија | 4:01,38 | 4. јул     |
| 9.  | Дојна Мелинте       | Румунија         | 4:01,78 | 16. јул    |
| 10. | Светлана Китова     | Совјетски Савез  | 4:03,03 | 16. јул    |

Такмичарке чија су имена подебљана учествовале су на СП 1987.

## Сатница
| Датум              | Време | Коло          |
| ------------------ | ----- | ------------- |
| 3. септембар 1987. |       | Квалификације |
| 5. септембар 1987. |       | Финале        |

## Резултати

### Квалификације
Такмичење је одржано 3. септембра 1987. године. У квалификацијама су учествовале 42 такмичарке подељене у 3 групе. Пласман у финале избориле су по 4 најбрже атлетичарке из сваке групе (КВ) и 3 атлетичарке са најбољим резултатом (кв).,,
| Пласман | Група | Атлетичарка                   | Земља                | ЛР       | ЛРС      | Резултат | Белешке |
| ------- | ----- | ----------------------------- | -------------------- | -------- | -------- | -------- | ------- |
| 1.      | 2     | Андреа Ланге-Хахман           | Источна Немачка      | 4:00,07  | 4:00,07  | 4:05,18  | КВ      |
| 2.      | 1     | Дојна Мелинте                 | Румунија             | 3:56,7   | 4:05,68д | 4:05,41  | КВ      |
| 3.      | 1     | Хилдегард Кернер              | Источна Немачка      |          |          | 4:05,42  | КВ      |
| 4.      | 1     | Татјана Самоленко-Дороски     | Совјетски Савез      | 4:07,08д | 4:07,08д | 4:05,48  | КВ      |
| 5.      | 2     | Сандра Гасер                  | Швајцарска           | 4:09,89д | 4:09,89д | 4:05,48  | КВ      |
| 6.      | 2     | Марина Јачмењова              | Совјетски Савез      |          |          | 4:05,51  | КВ      |
| 7.      | 1     | Ели ван Хулст                 | Холандија            | 4:11,41д |          | 4:05,57  | КВ      |
| 8.      | 2     | Митика Жунгјату-Константин    | Румунија             | 4:08,49д | 4:08,49д | 4:05,60  | КВ      |
| 9.      | 2     | Деби Скот-Баукер              | Канада               |          |          | 4:05,90  | кв      |
| 10.     | 1     | Линда Шески                   | САД                  |          |          | 4:06,03  | кв      |
| 11.     | 2     | Дајана Ричбург                | САД                  |          |          | 4:07,10  | кв      |
| 12.     | 1     | Фатима Аоуам                  | Мароко               | 4:05,49  | 4:21,21д | 4:07,38  |         |
| 13.     | 2     | Бригите Краус                 | Холандија            | 4:03,64д |          | 4:07,40  |         |
| 14.     | 1     | Ивон Мари                     | Уједињено Краљевство | 4:01,20  | 4:01,20  | 4:07,83  |         |
| 15.     | 3     | Улрике Брунс                  | Источна Немачка      | 3:59,9   |          | 4:08,36  | КВ      |
| 16.     | 1     | Брит Линд Петерсен-Макробертс | Канада               | 4:05,73  |          | 4:08,37  |         |
| 17.     | 3     | Корнелија Бирки               | Швајцарска           | 4:08,61  | 4:08,61  | 4:08,39  | КВ      |
| 18.     | 3     | Светлана Китова               | Совјетски Савез      | 4:07,59д | 4:07,59д | 4:08,64  | КВ      |
| 19.     | 2     | Агнесе Посамаи                | Италија              |          |          | 4:08,84  |         |
| 20.     | 3     | Керсти Вејд                   | Уједињено Краљевство | 4:00,73  | 4:00,73  | 4:09,06  | кв      |
| 21.     | 2     | Флоранс Ђолити                | Француска            | 4:10,38  |          | 4:09,08  |         |
| 22.     | 3     | Паула Иван                    | Румунија             |          |          | 4:09,28  |         |
| 23.     | 3     | Вера Мичалек                  | Западна Немачка      |          |          | 4:09,89  |         |
| 24.     | 1     | Аника Ериксон                 | Шведска              |          |          | 4:11,59  |         |
| 25.     | 3     | Реџина Џејкобс                | САД                  | 4:02,6   | 4:03,70  | 4:12,52  |         |
| 26.     | 3     | Кристина Фицингер             | Нови Зеланд          | 4:06,47  | 4:06,47  | 4:13,59  |         |
| 27.     | 3     | Маите Зуњига                  | Шпанија              |          |          | 4:16,21  |         |
| 28.     | 3     | Евелин Адиру                  | Уганда               | 4:09,61  |          | 4:17,72  |         |
| 29.     | 3     | Kriscia Lorena García         | Уганда               | 4:40,21  |          | 4:34,76  |         |
| 30.     | 2     | Alphocinah Simelane           | Свазиленд            | 4:00,57  |          | 4:35,64  |         |
| 31.     | 1     | Марија Ломба                  | Сао Томе и Принсипе  | 4:50,4   | 4:50,4   | 5:01,43  |         |
| 32.     | 2     | Георгине Томисато             | Америчка Самоа       |          |          | 5:49,52  |         |
|         | 1     | Селина Чирчир                 | Кенија               | 4:15,59  |          | НС       |         |

### Финале
Такмичење је одржано 5. септембра 1987. године.,
| Пласман | Атлетичарка                | Земља                | Резултат | Белешке |
| ------- | -------------------------- | -------------------- | -------- | ------- |
|         | Татјана Самоленко-Дороски  | Совјетски Савез      | 3:58,56  | РСП     |
|         | Хилдегард Кернер           | Источна Немачка      | 3:58,67  |         |
|         | Дојна Мелинте              | Румунија             | 3:59,27  |         |
| 4.      | Корнелија Бирки            | Швајцарска           | 3:59,90  | НР, ЛР  |
| 5.      | Андреа Ланге-Хахман        | Источна Немачка      | 4:00,63  |         |
| 6.      | Керсти Вејд                | Уједињено Краљевство | 4:01,41  |         |
| 7.      | Дајана Ричбург             | САД                  | 4:01,79  |         |
| 8.      | Ели ван Хулст              | Холандија            | 4:03,63  | НР, ЛР  |
| 9.      | Светлана Китова            | Совјетски Савез      | 4:04,66  |         |
| 10.     | Линда Шески                | САД                  | 4:08,33  |         |
| 11.     | Деби Скот-Баукер           | Канада               | 4:08,38  |         |
| 12.     | Митика Жунгјату-Константин | Румунија             | 4:10,35  |         |
| 13.     | Марина Јачмењова           | Совјетски Савез      | 4:10,51  |         |
|         | Сандра Гасер               | Швајцарска           | Диск.    |         |
|         | Улрике Брунс               | Источна Немачка      | НЗ       |         |